# Tuttul
Tuttul (modernament assenyalada com Tuttul del sud) fou una ciutat autònoma de l'antiga Mesopotàmia situada a uns 100 km al nord de Kish a l'Eufrates, que probablement depenia de la ciutat estat de Mari cap al 2337 aC quan fou conquerida per Sargon I. El culte principal era llavors al déu Dagan, un déu semita, que també era venerat a Mari. Per les referències trobades als arxius de Mari la ciutat havia d'estar a la vora de la moderna Hit.
Va recuperar després la independència. Al segle xviii hi governaren Yardū-Amurrum, BIgum, Išme-Nārum, Sūmu-Agadu, Abī-Madar, Yași-Kūbī i Sîn-abušu (aquest consta que governava a Tuttub, Nērebtum i Šaduppûm), però cap al 1750 aC apareix ja sotmesa a Babilònia.
Als darrers anys Mayer i Charpin han rebutjat l'existència d'una ciutat de nom Tuttul prop de Hit, ja que no s'ha trobat, i en canvi s'ha excavat una ciutat al l'Eufrates, a la desembocadura del Balikh, que portava el nom de Tuttul. Aquestes restes s'han excavat a la vora de la moderna Tall Bi'a. No obstant la majoria dels historiadors coincideixen que hi ha altres proves de la dobles existència: una carta dels arxius de Mari, del rei de Babilònia Sin-Mubal·lit, pare d'Hammurabi, crida en ajut al rei de Tuttul (Dugduliki) cosa que només es pot referir a un rei d'una Tuttul propera a Babilònia i no a la distant Tuttul del Balikh que en aquell moment no tenia rei des que havia estat annexionada per Yahdum Lim de Mari (contemporani de Sin-Mubal·lit). En una inscripció en una estàtua de Naram-Sin d'Eixnunna, s'hi invoquen diverses deïtats, totes de ciutats de Sumèria, incloent el déu Dagan de Tuttul, que estaria fora de lloc si fos la ciutat de Tuttul al Balikh; i en diverses llistes de ciutats sempre apareix com a ciutat de Sumèria